# Kazimierz Wenta
Kazimierz Bernard Wenta (ur. 16 listopada 1937 w Swarzędzu, zm. 12 marca 2017 w Szczecinie) – polski pedagog, profesor nauk humanistycznych, nauczyciel akademicki Wydziału Humanistycznego Uniwersytetu Szczecińskiego.

## Życiorys
W 1967 ukończył studia pedagogiczne na Uniwersytecie im. Adama Mickiewicza w Poznaniu. W 1975 na podstawie rozprawy pt. Wzór osobowy obywatela Polski Ludowej i jego środowiskowe uwarunkowania otrzymał na Wydziale Filozoficzno-Historycznym Uniwersytetu Adama Mickiewicza stopień naukowy doktora nauk humanistycznych w zakresie pedagogiki. W 1994 na podstawie dorobku naukowego oraz monografii pt. Doskonalenie pedagogiczne młodych nauczycieli akademickich na Wydziale Pedagogiki i Psychologii Uniwersytetu Marii Curie-Skłodowskiej w Lublinie uzyskał stopień doktora habilitowanego nauk humanistycznych w zakresie pedagogiki, specjalność: pedagogika. W 2004 prezydent RP Aleksander Kwaśniewski nadał mu tytuł naukowy profesora nauk humanistycznych. Został profesorem zwyczajnym Uniwersytetu Szczecińskiego. Był członkiem Polskiego Towarzystwa Technologii i Mediów Edukacyjnych.